# 露德圣母圣殿 (南锡)
南锡露德圣母圣殿（Basilique Notre-Dame-de-Lourdes de Nancy）是一座罗马天主教宗座圣殿，位于法国洛林大区南锡西南部。该堂由建筑师朱尔斯·克里基设计，于1908年10月25日奠基，由于第一次世界大战爆发，工程停滞，1925年10月1日完成了大门，1929年9月22日举行祝圣仪式，演奏讚美頌。1933年才全部完工。
1925年6月26日，该堂升格为宗座圣殿。

## 建筑
该堂由建筑师朱尔斯·克里基设计，兼具罗马式与哥特式风格。拉丁十字平面，长76米，宽21米。

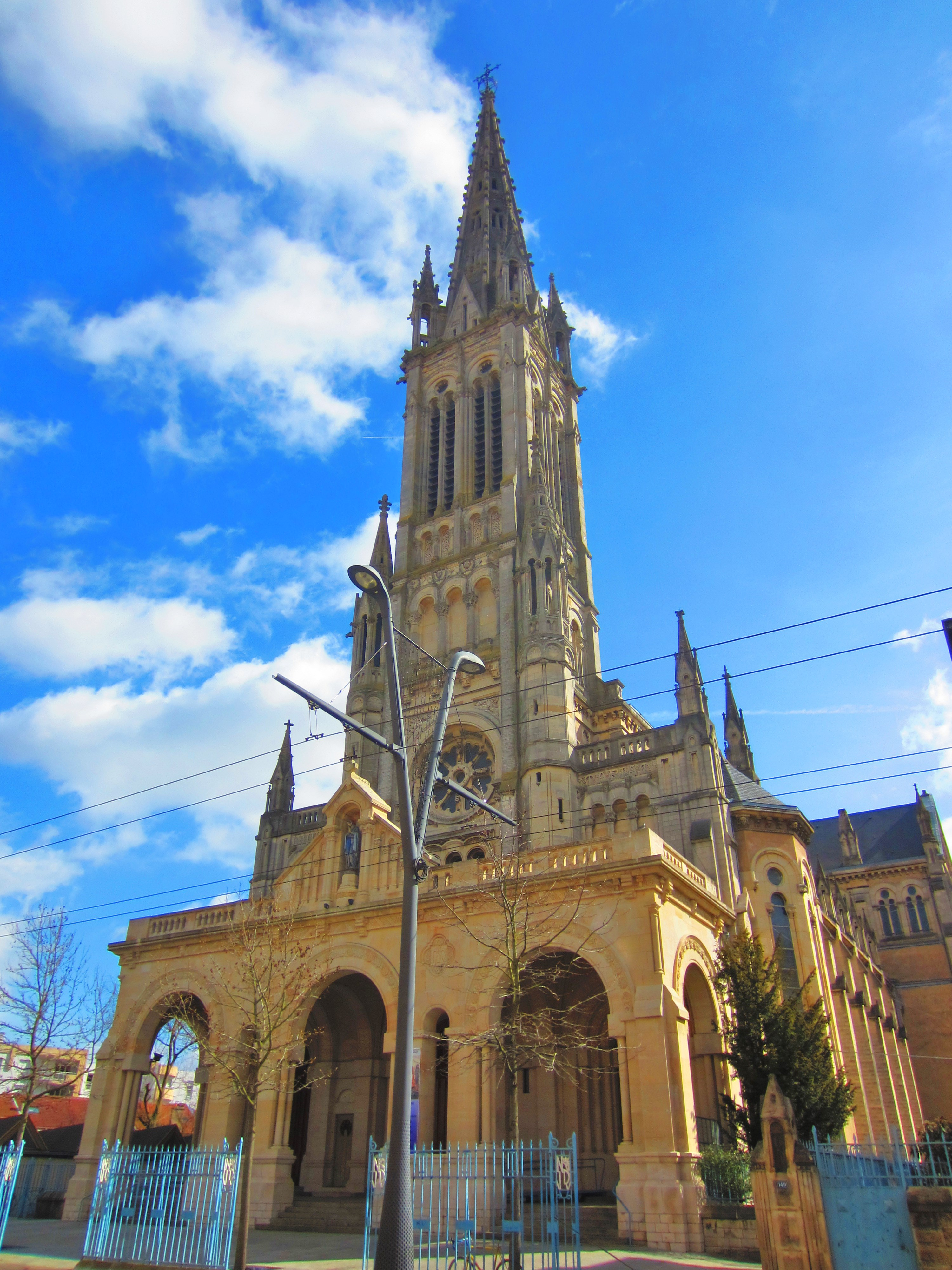
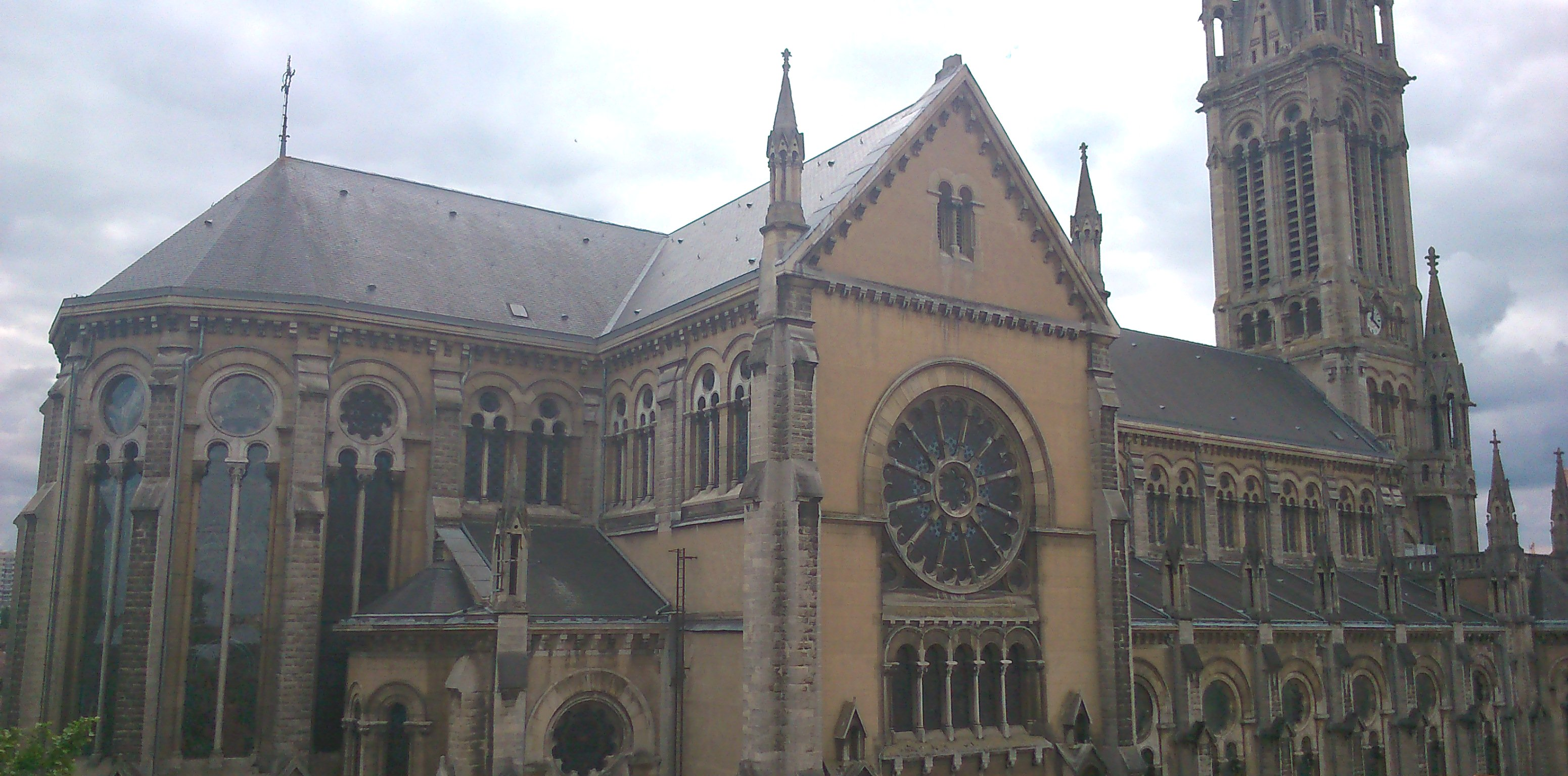
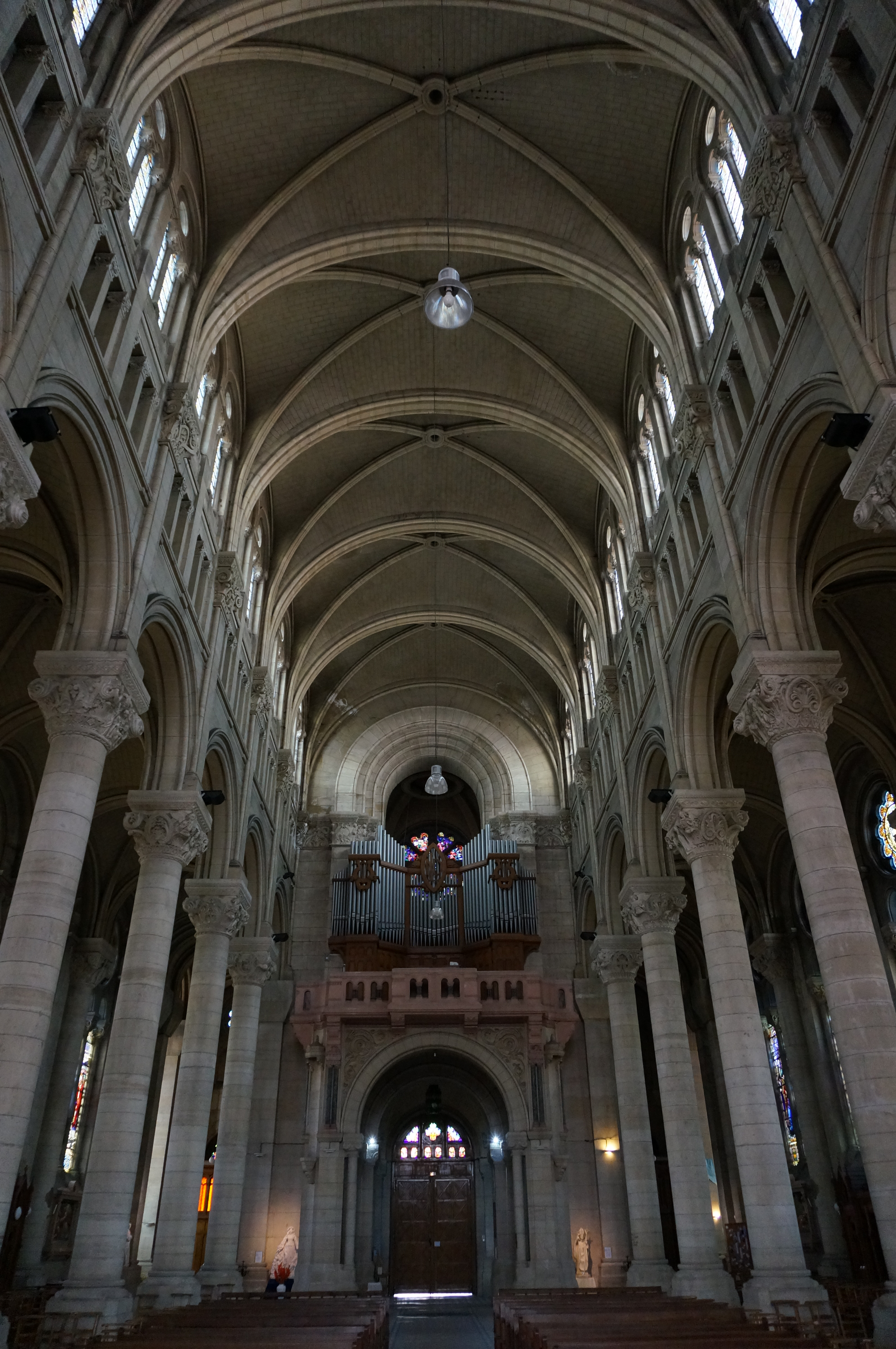
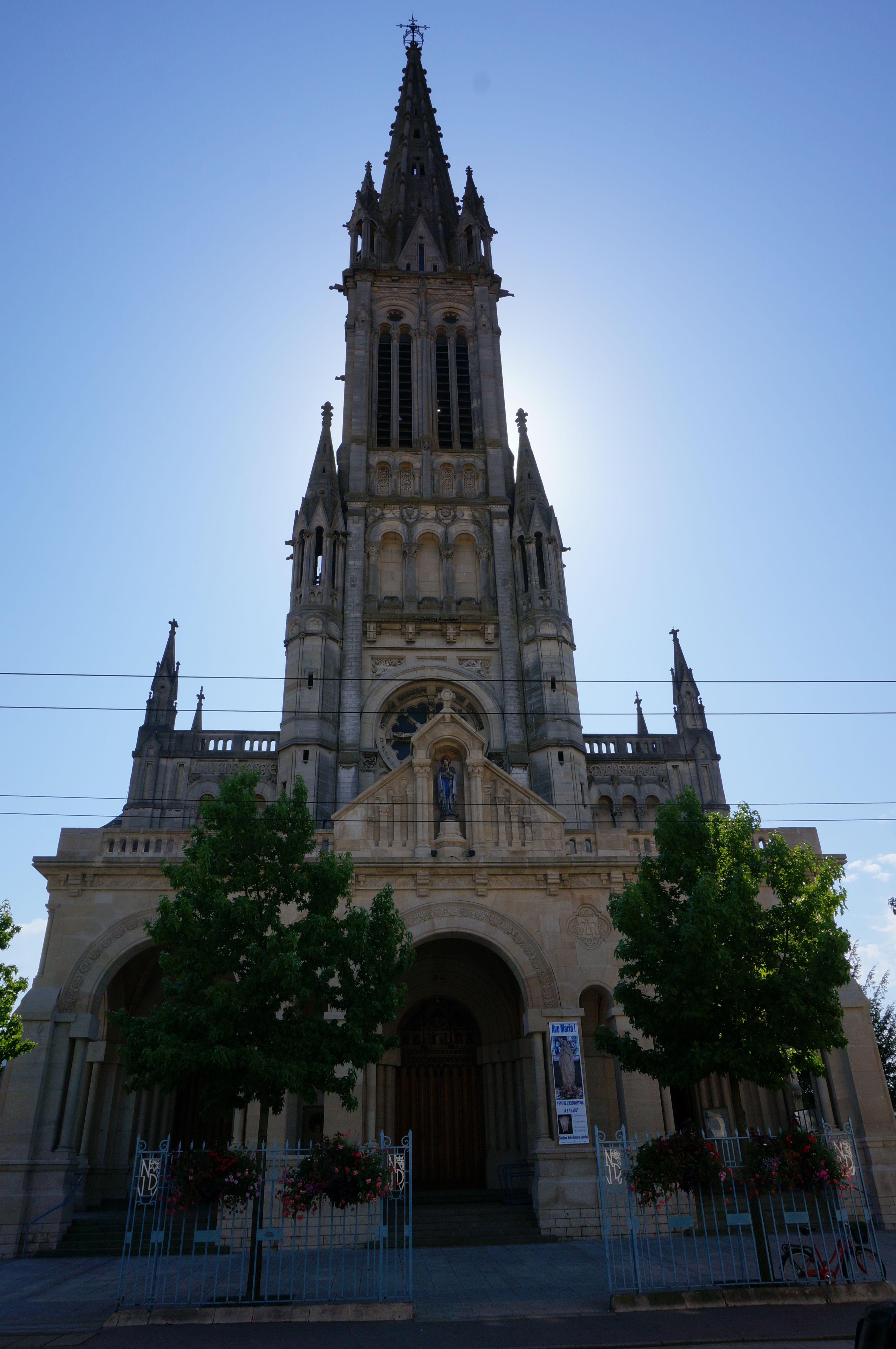
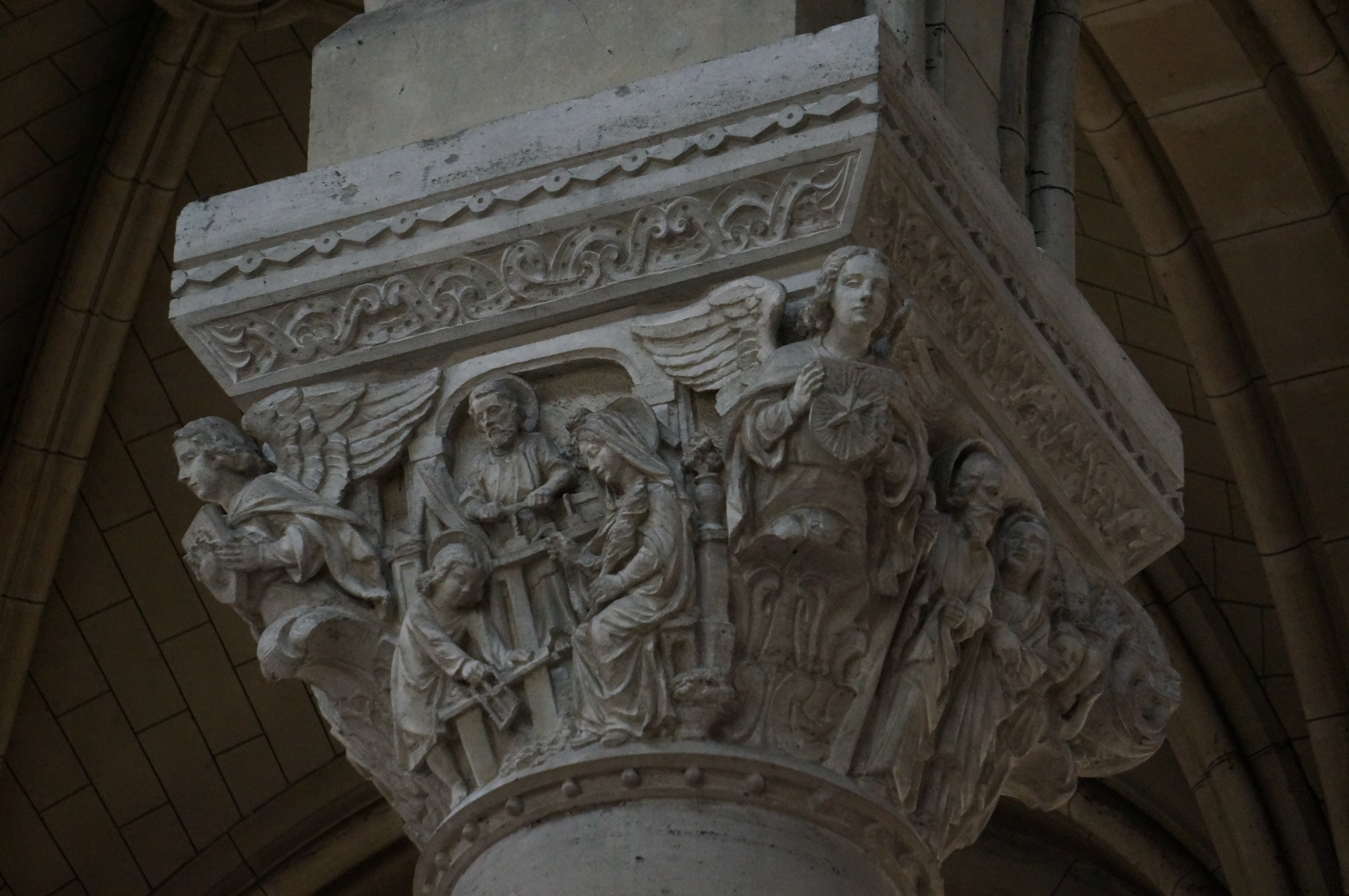
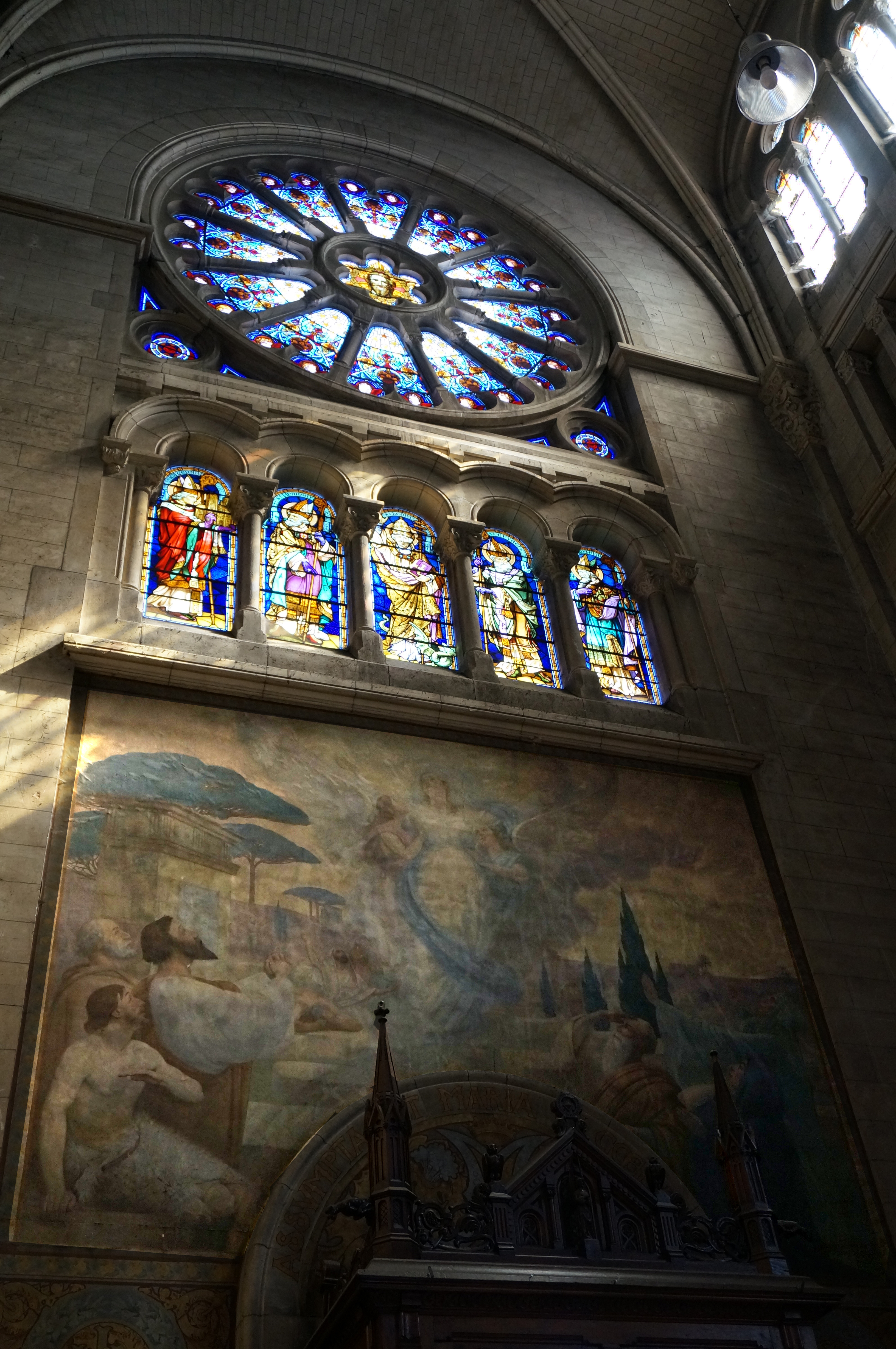
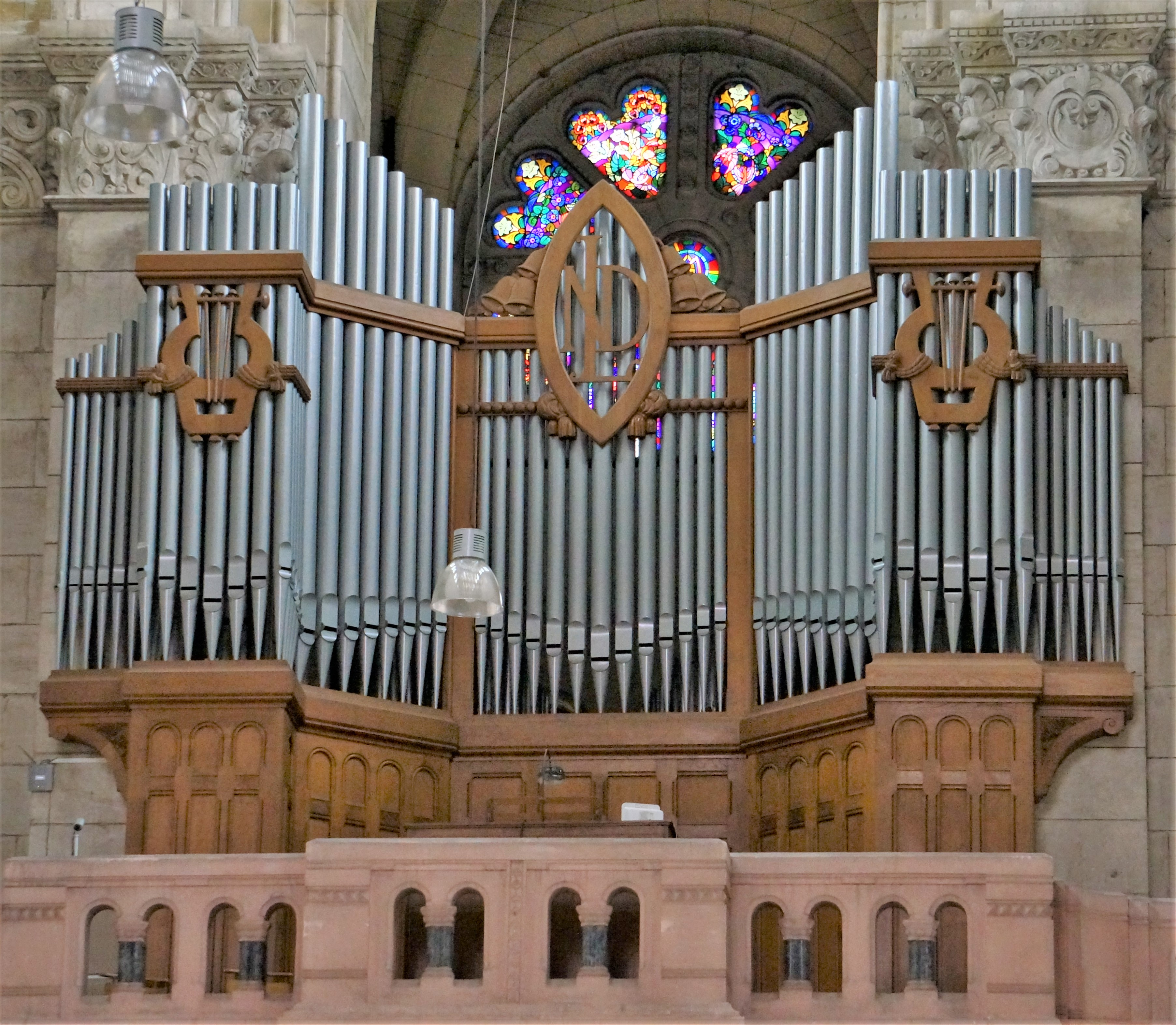